# Ярнефельт, Ээро
Э́рик (Э́эро) Николай Я́рнефельт (фин. Erik (Eero) Nikolai Järnefelt, 8 ноября 1863, Выборг — 15 ноября 1937, Хельсинки) — финский живописец, график, профессор. Видный представитель «золотого века» финского искусства периода 1880—1910 годов.
Наиболее известны его портреты, а также пейзажи национального парка Коли в ляни Восточная Финляндия.

## Биография
Ээро Ярнефельт родился в Выборге, вскоре после переезда туда семьи Ярнефельтов из Санкт-Петербурга. Его отец — Август Александр Ярнефельт, служил офицером в Российской армии; мать — Элизабет Ярнефельт (урождённая Клодт фон Юргенсбург); среди его восьми братьев и сестёр — писатель Арвид Ярнефельт, композитор и дирижёр Эдвард Армас Ярнефельт и Айно Сибелиус, жена Яна Сибелиуса. Петербург был родным городом Элизабет Ярнефельт, которая была племянницей П. К. Клодта, чьи скульптуры «Укрощение коней» на Аничковом мосту стали хрестоматийными.
Ээро Ярнефельт получил начальное специальное образование в школе Общества поощрения художников в Хельсинки. После поступил в Императорскую академию художеств в Санкт-Петербурге, где преподавал на должности профессора его родной дядя по матери Микаэль — Михаил Константинович Клодт, известный русский пейзажист. У него, также как и у Павла Петровича Чистякова, учился Ээро Ярнефельт.
Во время обучения в академии (1880-е годы) Ээро сблизился с молодыми русскими художниками, особенно с Ильёй Репиным, Сергеем Коровиным. Их объединяли общие художественные вкусы. Вместе с художниками-передвижниками, как они себя называли, Ээро Ярнефельт участвовал в выставках. Их дружеские связи сохранялись потом в течение многих лет, когда Ярнефельт жил в Финляндии.
Студентом Ярнефельт находился также под сильным влиянием Ивана Шишкина, Василия Поленова, Архипа Куинджи. Потом был период обучения в Париже в 1886—1888 годах, где он окончательно состоялся как живописец.
Ээро Ярнефельт занимался также книжной иллюстрацией; в частности, иллюстрировал несколько изданий писателя Юхани Ахо (1861—1921).

## Избранные работы

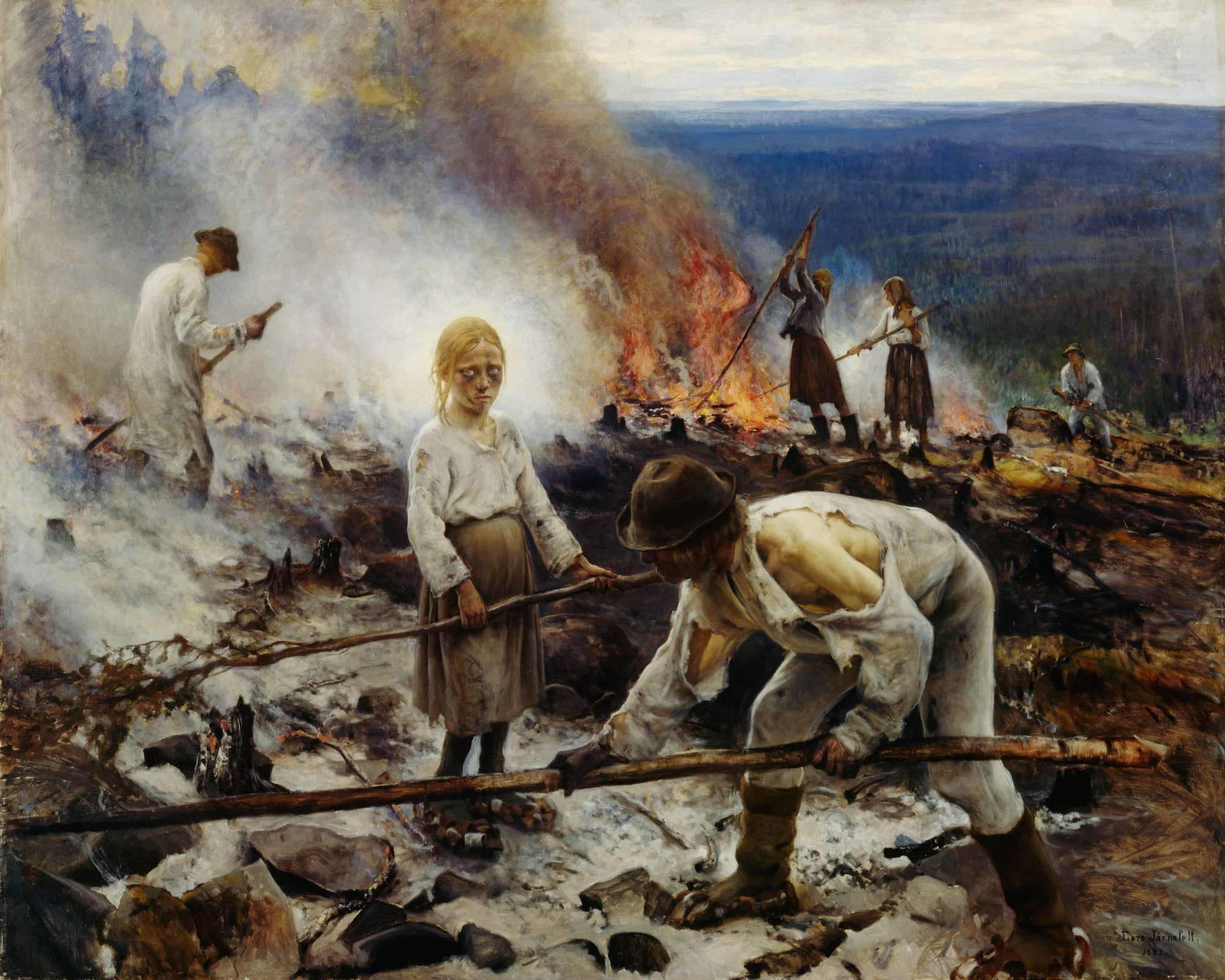
Сжигание сухой травы (1893)
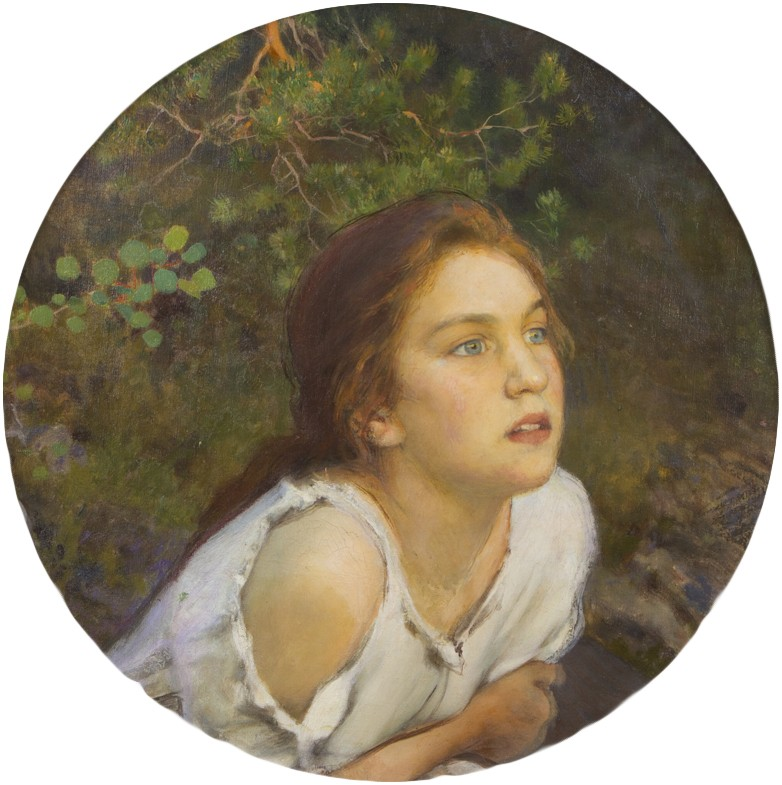
Девушка в лесу (1894)
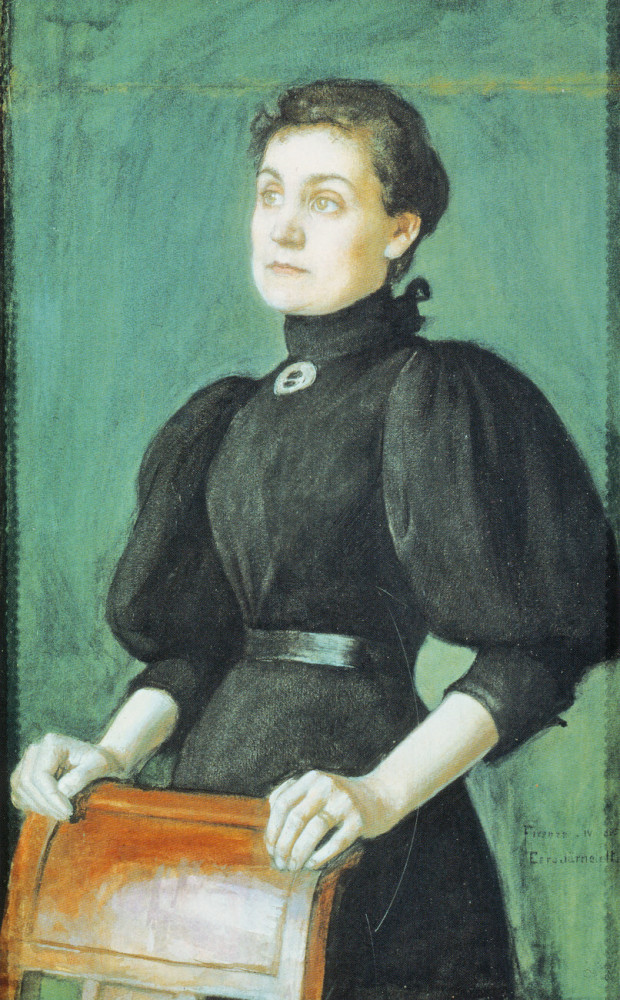
Портрет Саими Ярнефельт (1895)
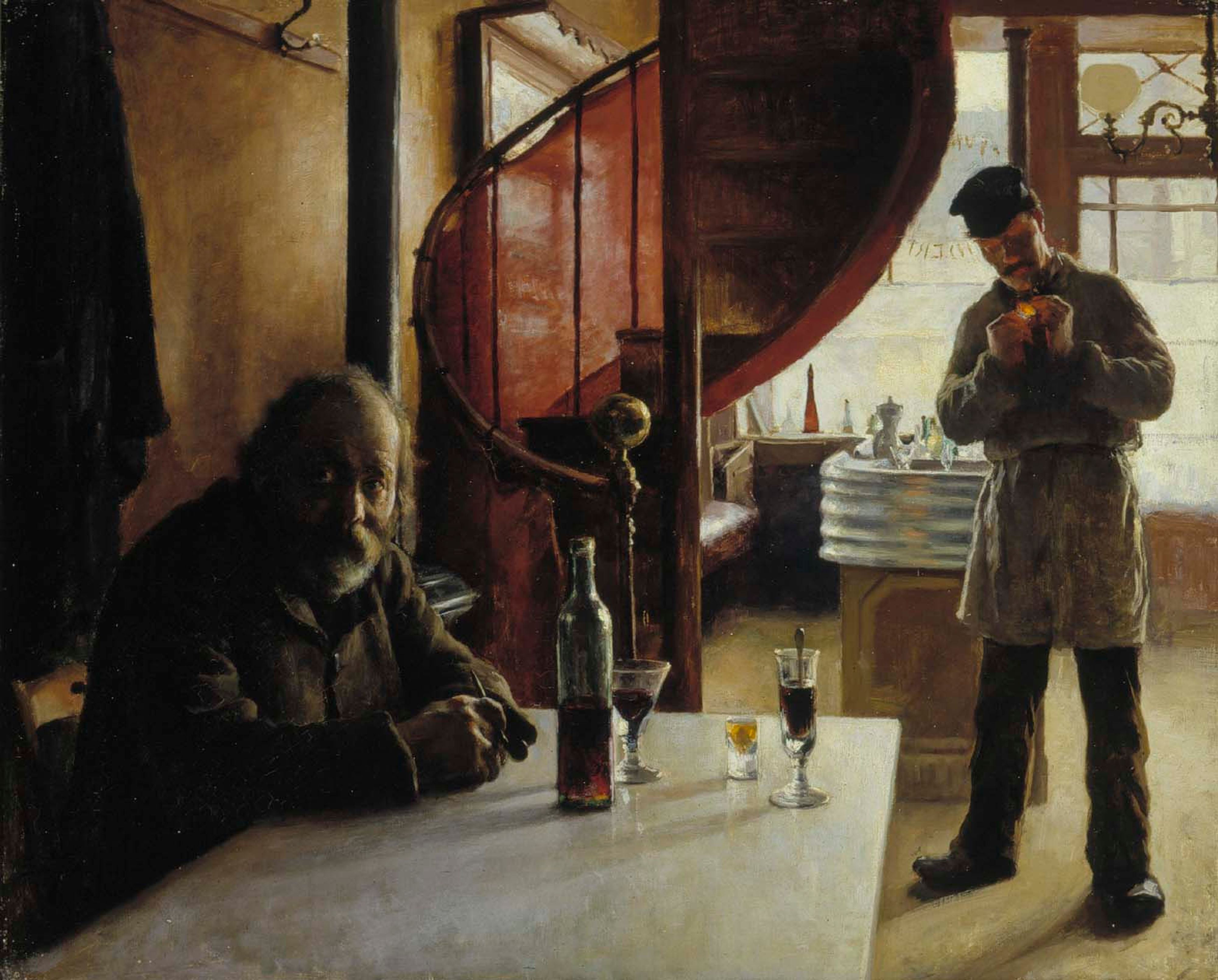
Французский винный бар (1898)
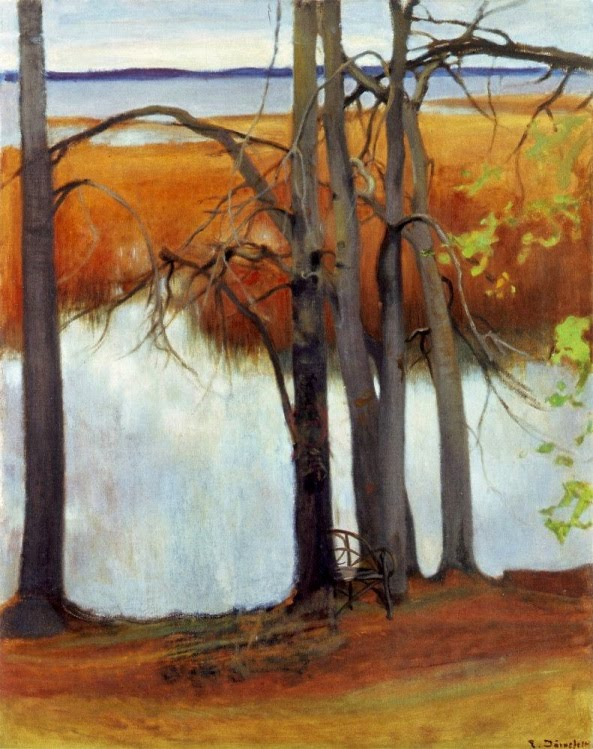
Ложе из тростника (1905)
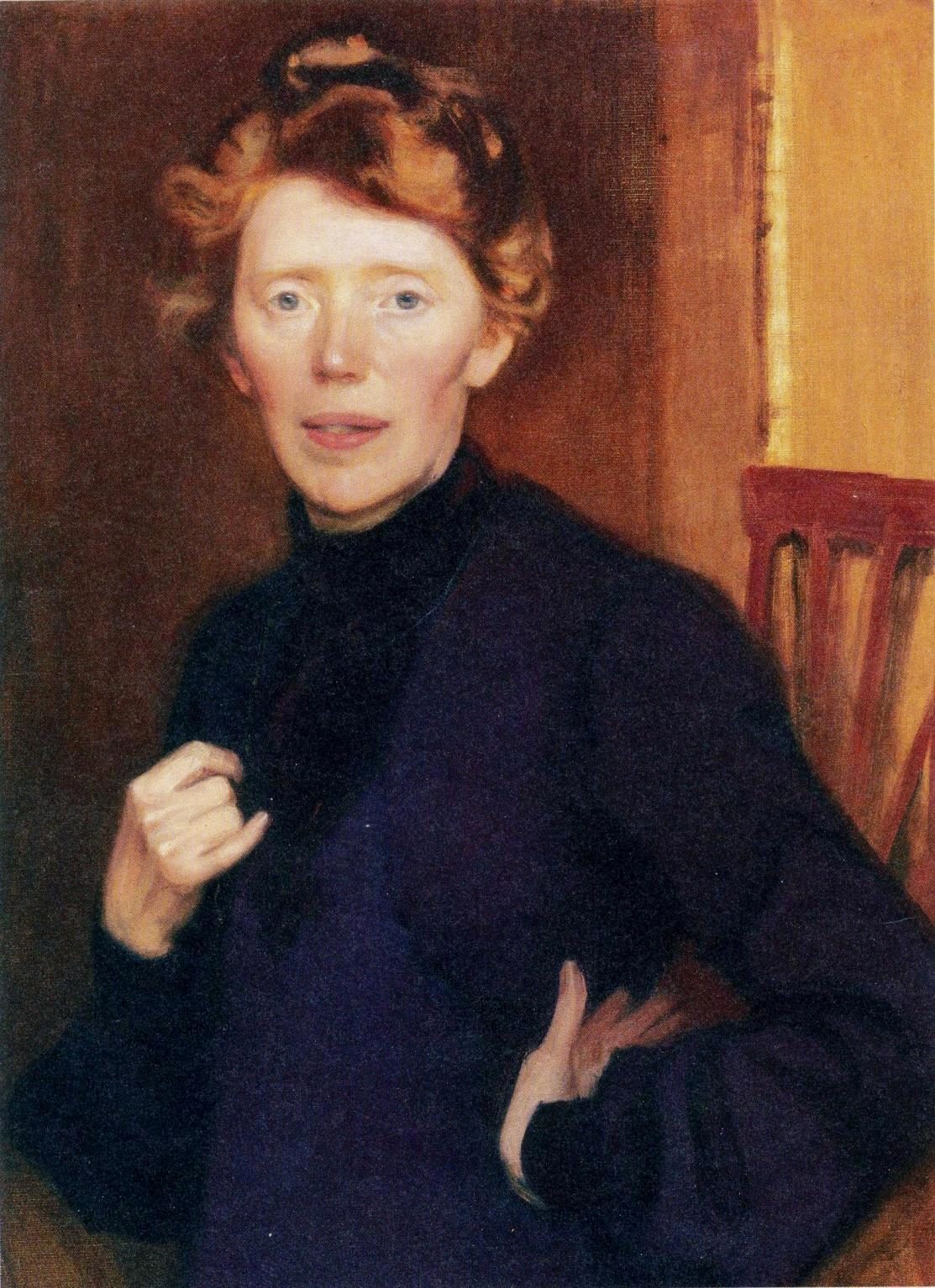
Портрет Теклы Хултин (1905)
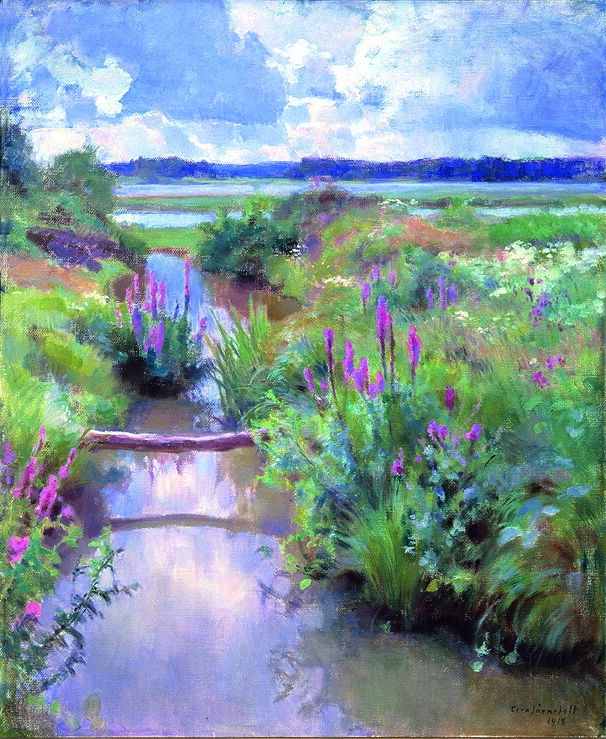
Цветущее лето (1918)
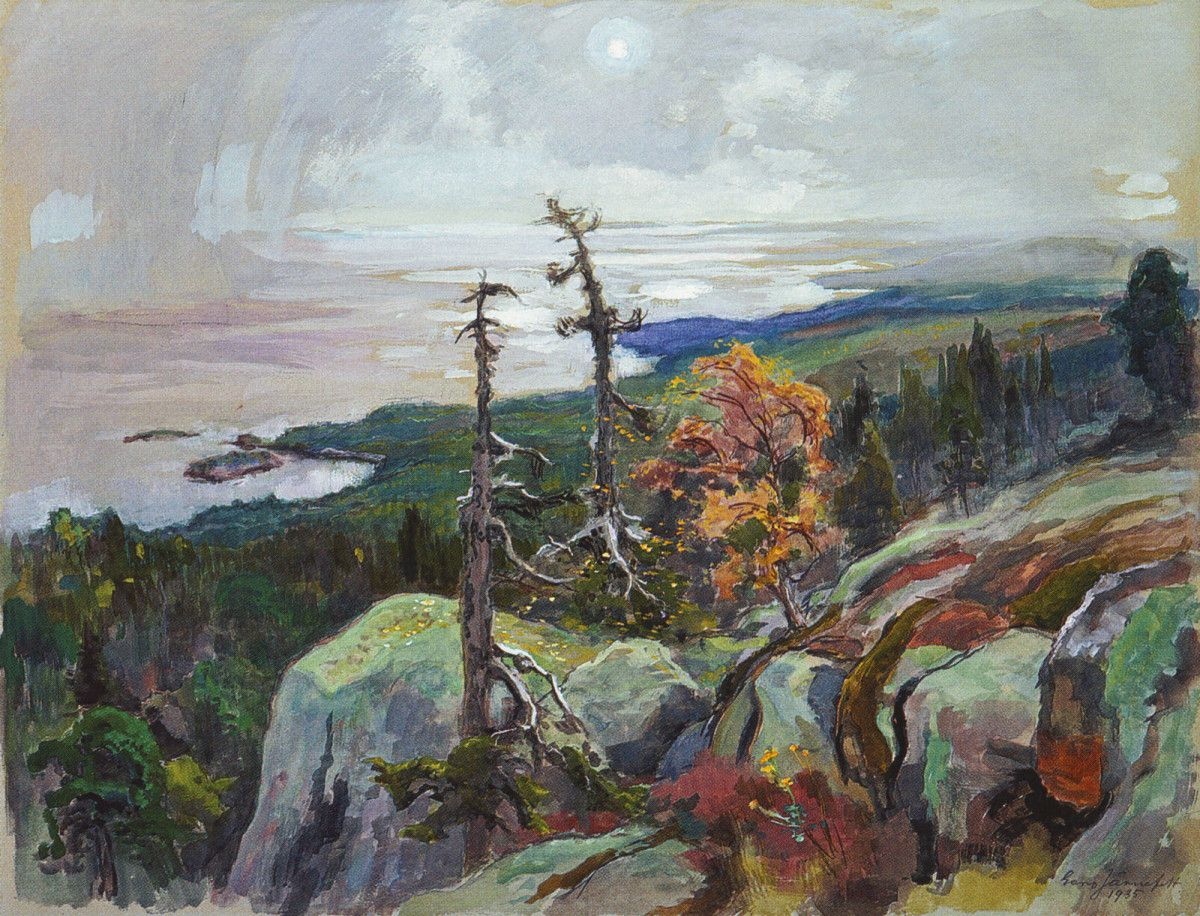
Вид на Коли (1935)
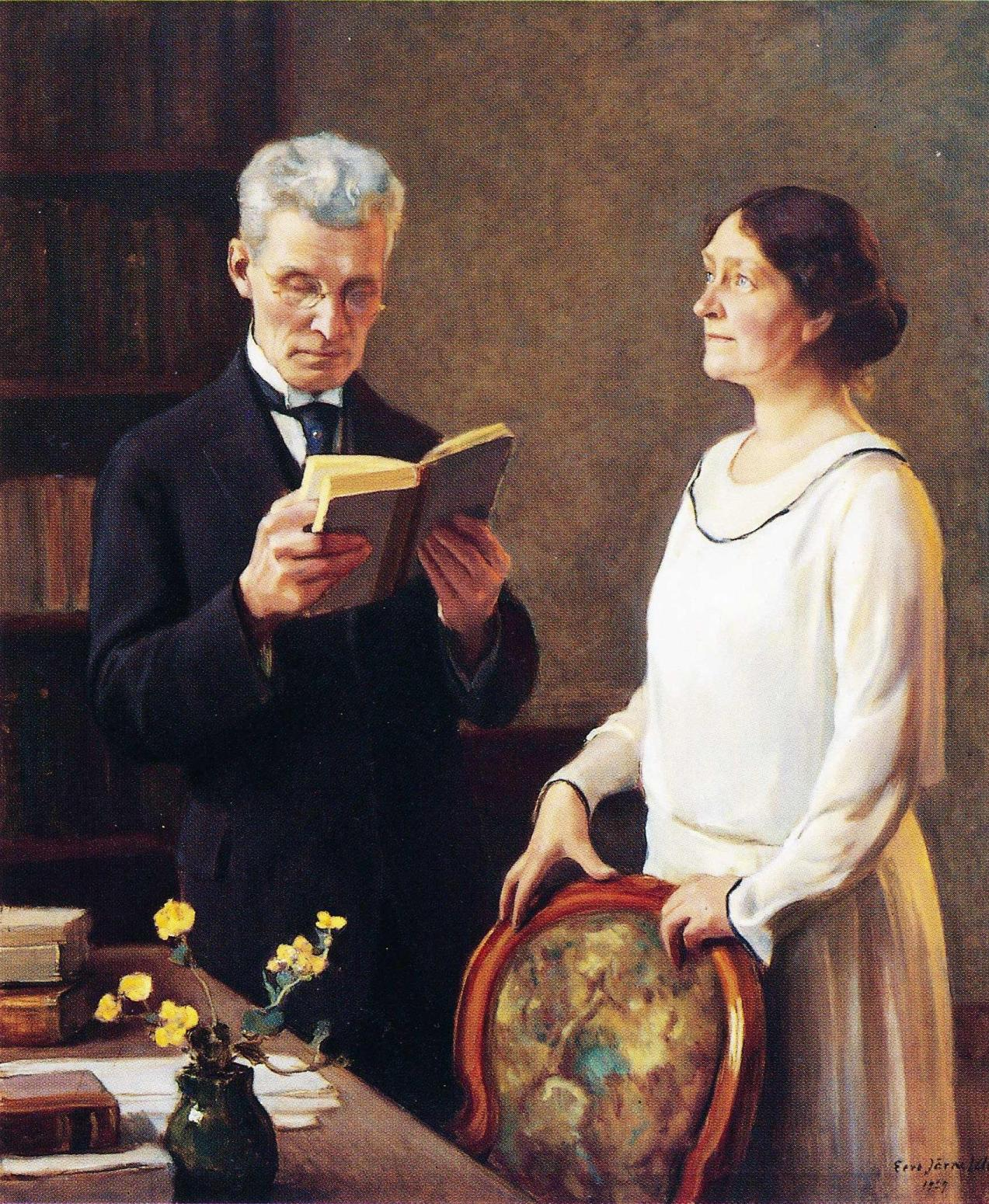
Супруги М. Тальвио и И. Ю. Миккола
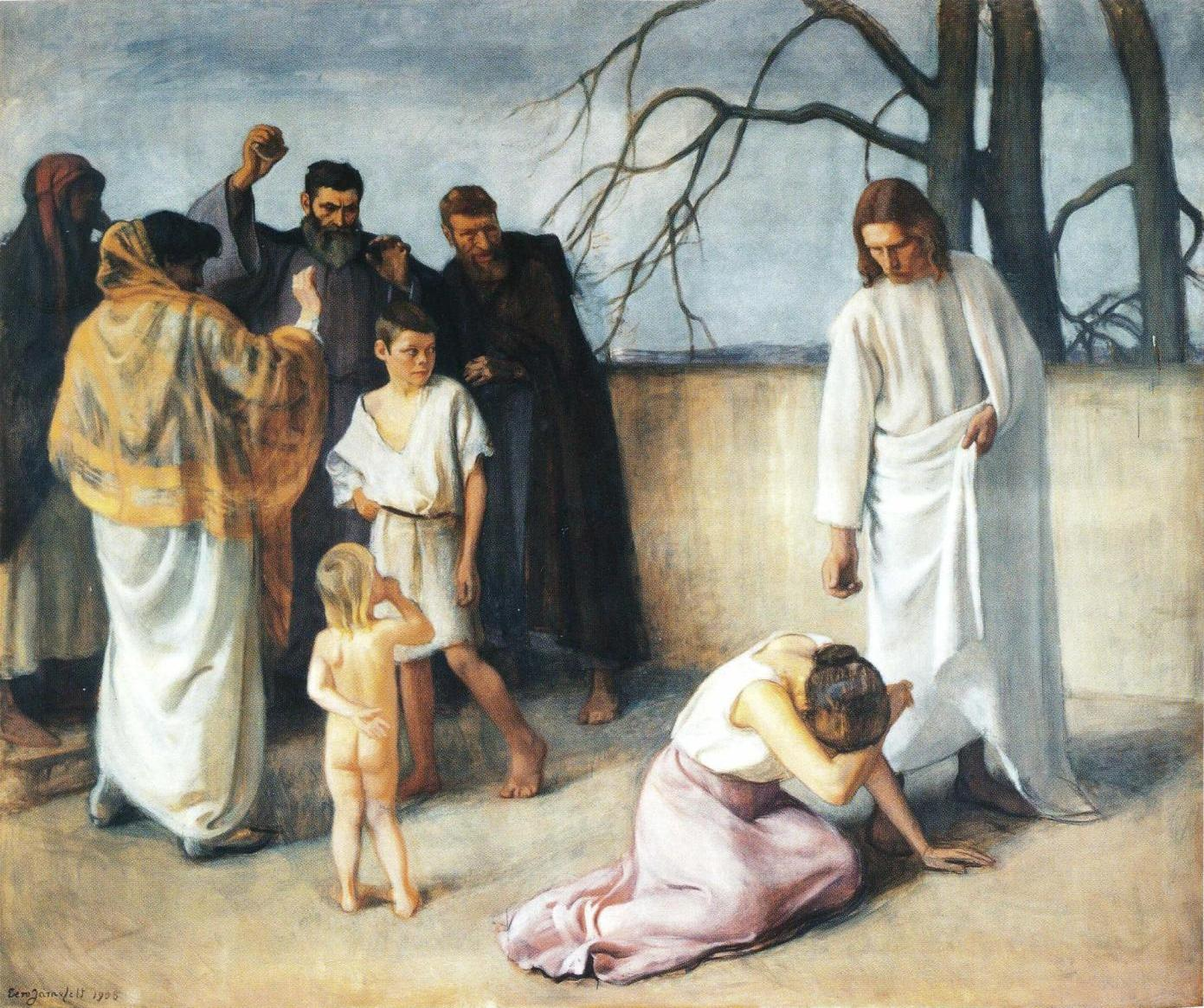
Иисус и грешница (1908)
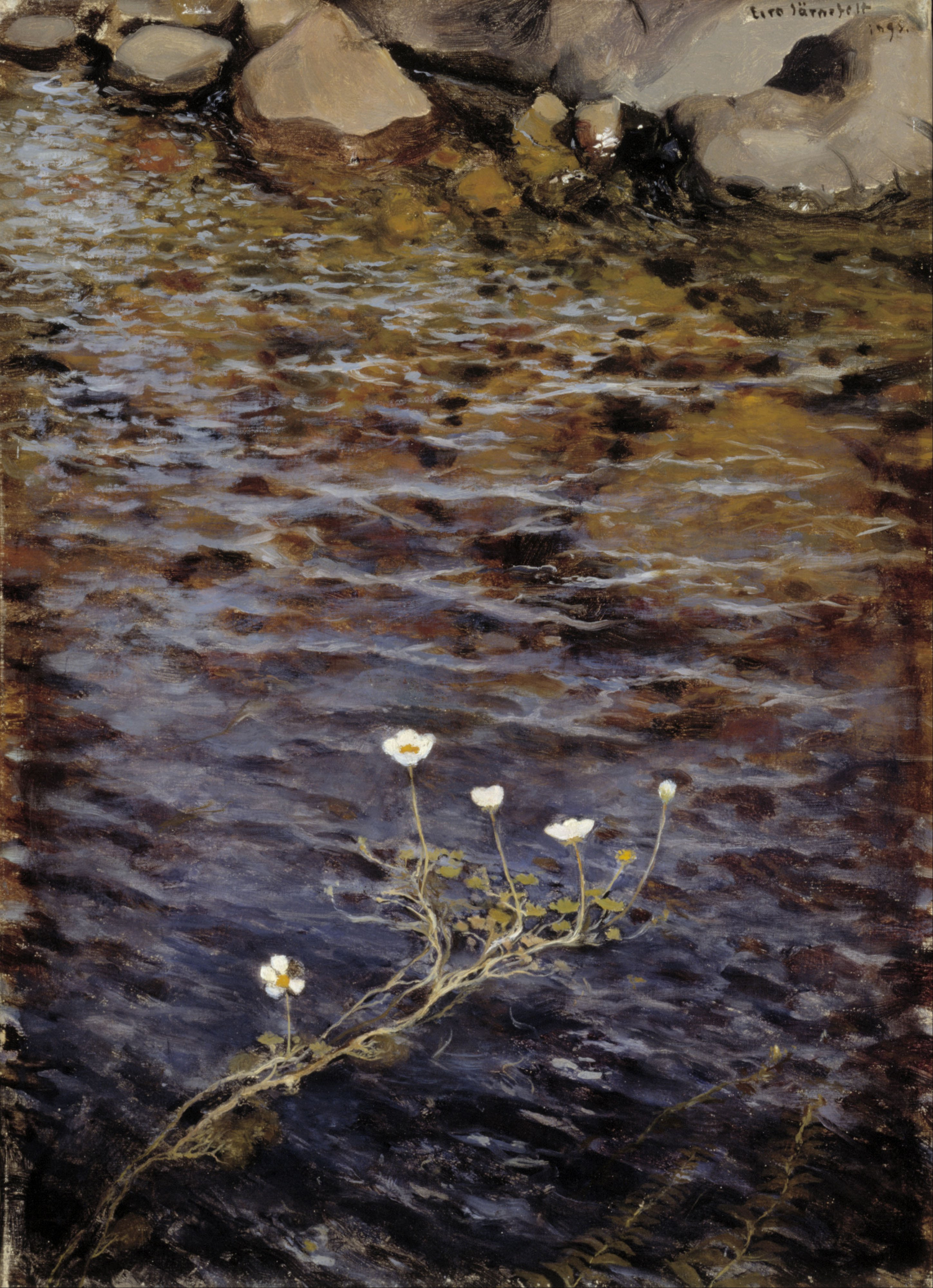
Речная Трава (1895)
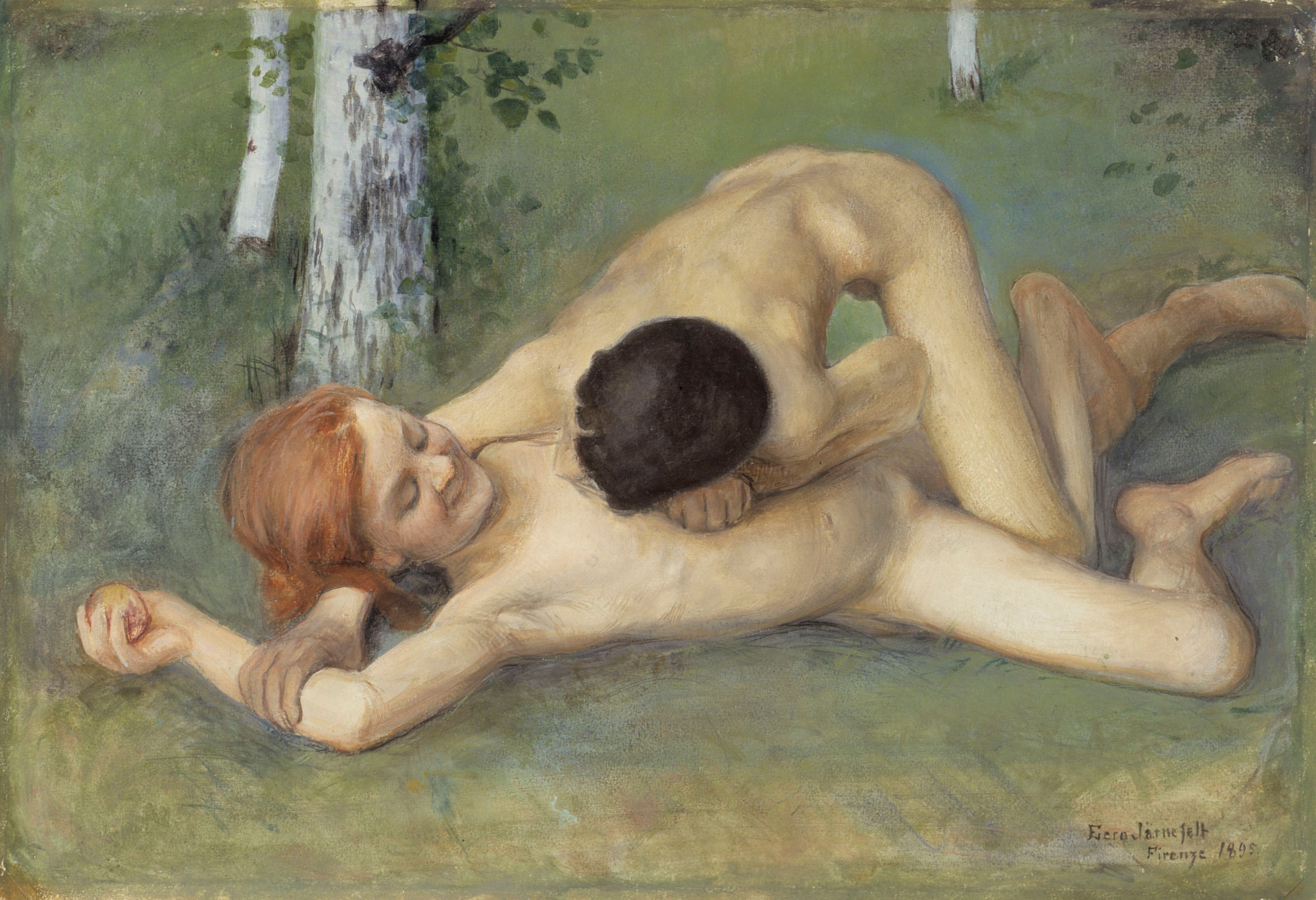
Играющие дети (1895)
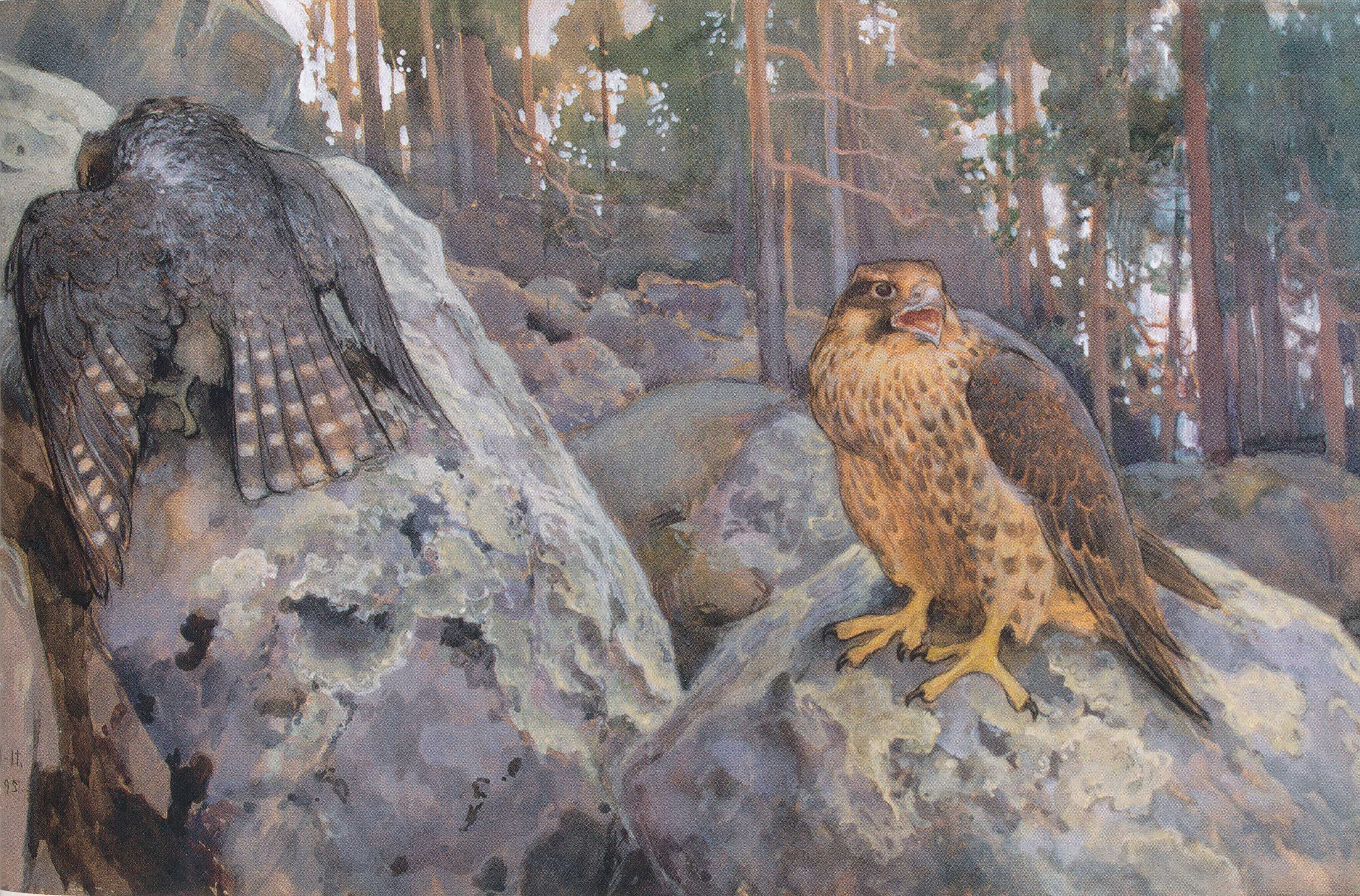
Соколы в лесу (1895)